# Rogóźno-Folwark
Rogóźno-Folwark – część wsi Rogóźno w Polsce położona w województwie lubelskim, w powiecie tomaszowskim, w gminie Tomaszów Lubelski.
Leży na północny zachód od Tomaszowa Lubelskiego, przy samej granicy miasta, w przedłużeniu ulicy Folwarcznej.
Dawny folwark. Za Królestwa Polskiego należało do gminy Rogoźno.
1 kwietnia 1936 włączony w granice Tomaszowa Lubelskiego (171,36 ha). Wyłączony z Tomaszowa Lubelskiego 5 października 1954 w związku z reformą administracyjną państwa.
W latach 1975–1998 miejscowość należała administracyjnie do województwa zamojskiego.